# Pseudoclanis postica
Pseudoclanis postica är en fjärilsart som beskrevs av Walker 1856. Pseudoclanis postica ingår i släktet Pseudoclanis och familjen svärmare. Inga underarter finns listade i Catalogue of Life.

## Bildgalleri

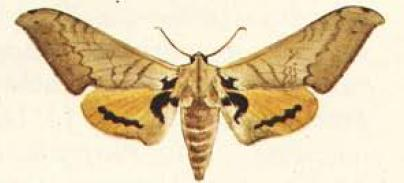
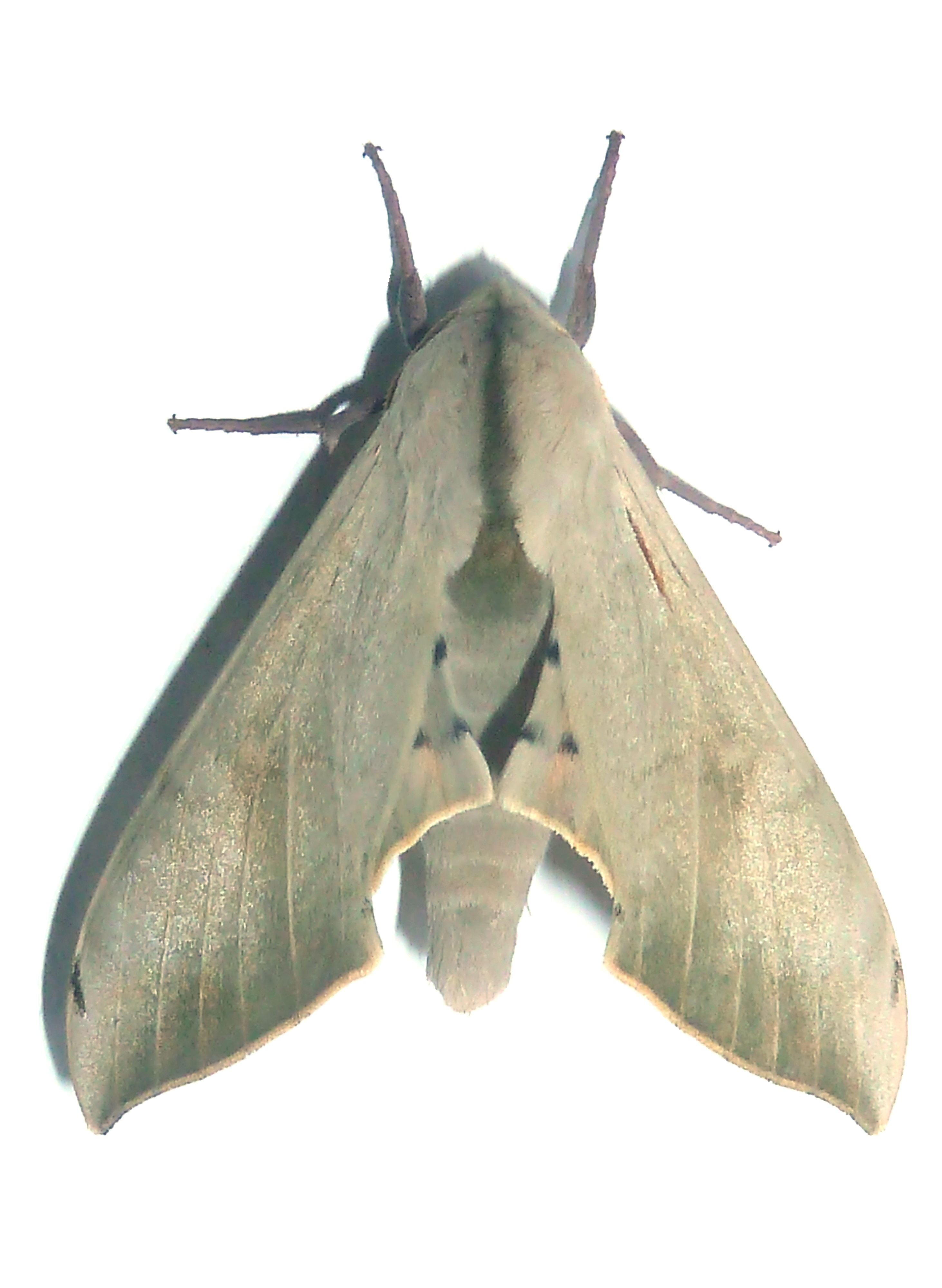
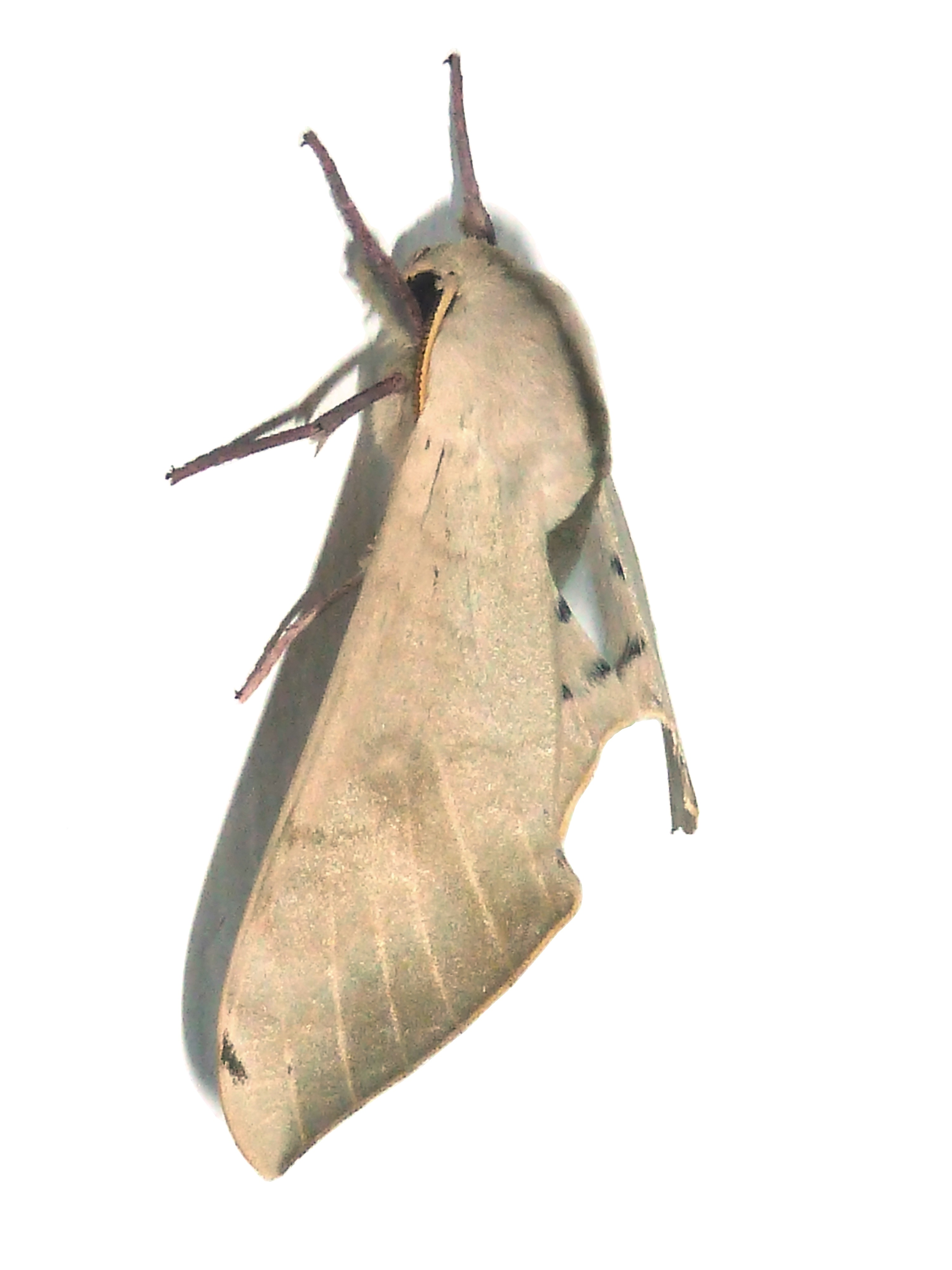